# As I Lay Dying/American Tragedy
Albums par As I Lay Dying
Beneath the Encasing of Ashes
(2001) Frail Words Collapse
(2003)
As I Lay Dying/American Tragedy est un split CD rassemblant des pistes de As I Lay Dying et American Tragedy, deux groupes de metalcore originaires de San Diego. Il a été distribué dès le 18 juin 2002 par Pluto Records.

Les titres The Beginning, The Pain of Separation et Forever de cet album sont également présentes sur l'album suivant, Frail Words Collapse, de As I Lay Dying tandis que la piste Illusions est réutilisée dans le troisième album de ce même groupe, Shadows Are Security.
Enfin, tous les titres de As I Lay Dying présents sur ce split CD sont également présents sur la compilation A Long March: The First Recordings publié par le groupe en 2006.

## Liste des pistes
Les pistes 1 à 5 ont été composées par As I Lay Dying ; les pistes 6 à 11 ont été composées par American Tragedy.
1. Illusions — 03:56
2. The Beginning — 02:48
3. Reinvention — 04:56
4. The Pain of Separation — 02:49
5. Forever — 04:15
6. « — » — 01:13
7. Choking on a Dream — 01:48
8. World Intruded — 04:05
9. Spite and Splinter — 03:11
10. Porcelain Angels — 02:03
11. Moments and In Between — 05:06

## Collaborateurs
- Nolan Brett - mastering
- Brian Cobbel - producteur délégué
- Ryan Douglass - design
- Jeff Forest - ingénieur
- Eric Shirey - producteur délégué[1]